# 절대국방권
절대국방권(絶対国防圏)은 제2차 세계 대전 말기인 1943년 9월 30일 일본 어전회의에서 채택한 전쟁 수행 계획이다. 수세에 몰린 일제가 본토 방위를 확보하고, 전쟁 지속을 위해 필요불가결하다고 설정한 영토, 지점을 정해 방어를 주문한 지점, 지역을 설정한 권역이다.

## 개요
1943년 9월 25일 일본 대본영이 제정하였고, 9월 30일 일본 어전회의에서 결정된 《향후 채용될 전쟁 지도 대강》(今後採ルヘキ戰爭指導ノ大綱)에서 “제국 전쟁 수행을 위해 태평양과 인도양 방면에 이르는 절대 확보해야 할 필요가 있는 중요 지역으로 쿠릴, 오가사와라, 내남양(중서부) 및 서부 뉴기니, 순다, 버마를 포함한 권역”으로 정해진 것이 이제 동부(마샬 군도)를 제외한 내남양 즉 마리아나 제도, 캐롤라인 제도, 겔빈크 만(현재 첸데라와시 만) 이서 뉴기니 서쪽을 범위로 한다.
제2차 세계 대전 때 일본에서 태평양을 주전장으로 하는 해군과 중국 대륙과 동남아시아를 주 전장으로 하는 육군으로 그 담당 지역은 나누어져 있었지만, ‘절대국방권’으로 설정한 지역은 육군이 설정한 것에 가까운 것이었다. 그러나 설정은 좋았지만, 그것을 실현하고, 영역을 유지하기 위한 공격 능력도, 방어 능력도, 보급선도, 전략도, 해상교통로 방위 능력에서 이미 광범위한 지역을 전장으로 하는 것은 사실상 불가능해져 있었다.
게다가 절대국방권 설정 이후에도 해군은 솔로몬 제도의 전투에서 그 바깥쪽에 위치한 지점의 확보에 집착했기 때문에 국방권 내에서 방어 체제 구축이 뒷전이 되는 거점이었다. 미군이 장악하면 B-29 폭격기가 통상적으로 일본 본토에 대한 공습이 가능해지는 중요 거점인 사이판도 방어 체제가 갖추어지기 전에 미국의 침공을 받게 된다.
일본군은 두 배가 넘는 병력 차이에도 사이판을 비롯한 마리아나 제도를 침공한 미군에게 선전했지만, 결국 제공권과 제해권을 잃게 되었다. 마리아나 해전과 사이판 전투를 비롯한 마리아나 · 팔라우 제도 전역에서 대패를 했고, 마리아나 제도를 잃은 것으로 공세를 위한 포석은 무의미해졌다. 따라서 일본은 일방적인 방어전을 펼칠 수밖에 없었으며, 절대국방권을 파기함으로써 패전은 거의 시간문제로 다가왔다. 1944년 7월 18일 도조 히데키는 그 책임을 지고 총리를 사임했다.
이후 사이판에 인접한 티니안을 주요 출격기지로 하는 B-29에 의한 본토 공습이 시작된다. 이 시점에서도 국내 여론은 철저한 항전론이 대두되었으며, 패전이 거의 결정적인 상황에서도 정전협상을 시작할 수 없었던 것이 원폭 투하로 이어졌다는 종종 지적되고 있다.